# AABステーションEYE
『AABステーションEYE』（エーエービー ステーションアイ）は、秋田朝日放送が1992年10月1日の開局（9月25日から9月30日までのサービス放送開始）以来から1997年9月28日まで生放送していた夕方のローカルワイドニュース番組で、『ステーションEYE』→『スーパーJチャンネル』の秋田県ローカルパートに相当する。
平日の全国ニュースのタイトルが『ANNスーパーJチャンネル』に変更されたあとも半年間『ステーションEYE ANN』のタイトルを使用し続けていた。

## タイトル
- テーマ曲に乗せてAAB屋上の情報カメラが映し出す秋田市内などの映像にCGで作成された赤いリボンがひらひら流れてきてAABの初代ロゴであった筆記体ロゴが回転しながら画面左側に出来上がり「ステーション」の文字が一文字ずつ画面左側から回転しながら現れて同時に「EYE」の文字が画面斜め右側から現れてAABステーションEYEのタイトルロゴが出来上がり表示されるものだった。

## ウェザーリポート
- ウェザーリポートと題してお送りしていた。

- 5分間の天気予報「AABウェザーリポート」と同じテーマ曲（初代）に乗せて情報カメラの映像に雪だるまや傘マークなどのCGが流れて始まっていた。

- 開局当時は、秋田の民放2局（秋田放送、秋田テレビ）では、沿岸、内陸と2つに分けていたのに対し秋田朝日放送では、秋田県北部、南部9市+鷹巣町（現：北秋田市）、象潟町（現:にかほ市）などを加えた市町のきめ細かな天気予報を伝えていた。

- 秋田県北部、南部どちらにも秋田市の天気を入れていた。

- そのほかに環日本海アジア周辺都市の天気、ゴルフ場の天気、今ではどこのテレビ局でもやっているフライトウェザーまであった。

## ニュースキャスター
週末版の出演者はシフト勤務。

### 平日
- 和気徹児（開始から終了まで一貫して担当）
- 工藤東子
- 伊藤充子
- 坂野昌子

### 週末
- 塩畑弘之
- 館山えり奈
- 原田千秋紀
- 田村陽子
- 二唐正和

## 放送時間

### 平日
- 月曜 - 金曜 18:00 - 19:00 （県内ニュースは18:30 - 、1992年9月25日サービス放送開始 - 1997年3月28日）
- 月曜 - 金曜 17:55 - 19:00 （県内ニュースは18:30 - 、1997年3月31日 - 1997年9月26日）

### 週末
- 土曜 - 日曜 17:30 - 18:00 （県内ニュースは17:48 - 、1993年4月3日 - 1997年9月28日）

## 備考

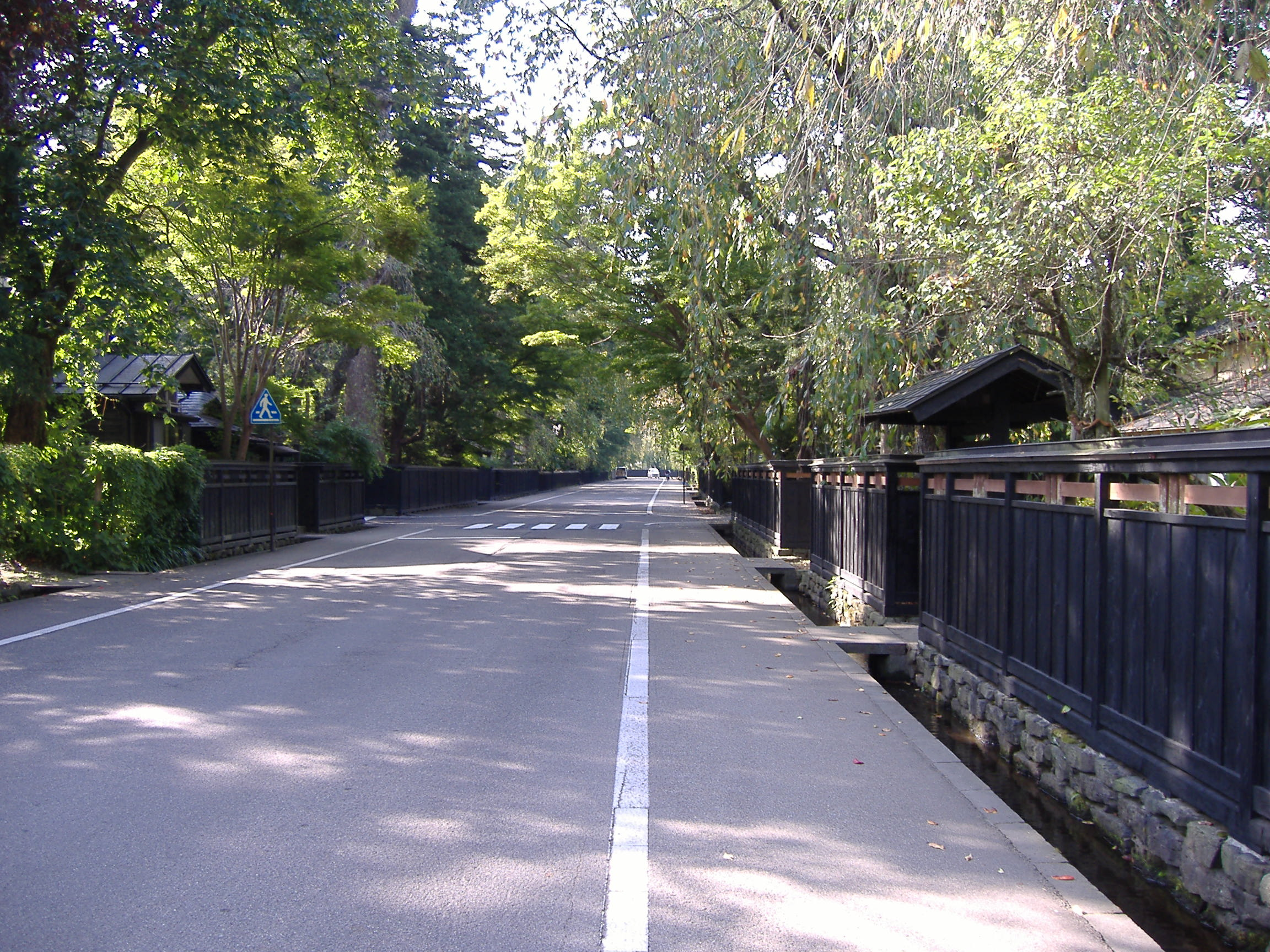
開局初日に生中継を行った角館武家屋敷通り（2006年9月26日撮影）

- 開局初日は、角館武家屋敷から全国ニュースと18:30からのニュース、22:00からのニュースステーションにて中継を行った。当日は、中継の裏側を紹介しニュースステーションでも中継する事を宣伝していた。
  - 当時、秋田の民放テレビ局では、初めて映画で使用するクレーンや、大掛かりな照明などを使い臨場感あふれる中継を総勢53名のスタッフで行った。AABの伊東充子アナウンサー（当時）が角館武家屋敷としても初めてだとも伝えていた。
- 開局初日では、開局を祝して当時、日本テレビ系とテレビ朝日系のクロスネット局であったYBC山形放送とテレビ朝日系のKHB東日本放送からお祝いメッセージと秋田にちなんだ話題などをお送りした。この日、山形放送と東日本放送の担当したアナウンサー（当時）はいずれも秋田県出身であった。
- 初代セットは、AABの開局の半年後に始まった「YTSステーションEYE」（YTS山形テレビ）でも似たようなものに流用していた（AABは背景が社屋を中心としてビルや山になっているのに対して、YTSはビルや山を模した装飾）。AABの初代ロゴマークである筆記体も、YTSに置き換えて使用していた。